# Nigéria az olimpiai játékokon
Nigéria 1952-ben vett részt első alkalommal az olimpiai játékokon, azóta minden nyári sportünnepen képviseltette magát, kivéve 1976-ban, mikor a többi afrikai országhoz hasonlóan bojkottálta az eseményt. Nigéria még nem vett részt a téli olimpiai játékokon.
Nigéria sportolói eddig összesen 27 olimpiai érmet szereztek.
A Nigériai Olimpiai Bizottságot 1951-ben alapították.

## Érmesek
| Érem  | Név | Olimpia              | Sport      | Versenyszám           |
| ----- | --- | -------------------- | ---------- | --------------------- |
| Bronz | Nojim Maiyegun | 1964. Tokió          | Ökölvívás  | Férfi kisváltósúly    |
| Bronz | Isaac Ikhouria | 1972. München        | Ökölvívás  | Férfi nagyváltósúly   |
| Ezüst | Peter Konyegwachie | 1984. Los Angeles    | Ökölvívás  | Férfi pehelysúly      |
| Bronz | Sunday Uti, Moses Ugbusien, Rotimi Peters, Innocent Egbunike | 1984. Los Angeles    | Atlétika   | Férfi 4×400 m váltó   |
| Ezüst | Olapade Adeniken, Davidson Ezinwa, Chidi Imoh, Oluyemi Kayode, Osmond Ezinwa | 1992. Barcelona      | Atlétika   | Férfi 4×100 m váltó   |
| Ezüst | David Izonritei | 1992. Barcelona      | Ökölvívás  | Férfi nehézsúly       |
| Ezüst | Richard Igbineghu | 1992. Barcelona      | Ökölvívás  | Férfi szupernehézsúly |
| Bronz | Beatrice Utondu, Christy Opara-Thompson, Mary Onyali, Faith Idehen | 1992. Barcelona      | Atlétika   | Női 4×100 m váltó     |
| Arany | Chioma Ajunwa | 1996. Atlanta        | Atlétika   | Női távolugrás        |
| Arany | Nemzeti válogatott Daniel Amokachi, Emmanuel Amuneke, Tijjani Babangida, Celestine Babayaro, Emmanuel Babayaro, Teslim Fatusi, Victor Ikpeba, Dosu Joseph, Nwankwo Kanu, Garba Lawal, Abiodun Obafemi, Kingsley Obiekwu, Uche Okechukwu, Jay-Jay Okocha, Sunday Oliseh, Mobi Oparaku, Wilson Oruma, Taribo West            | 1996. Atlanta        | Labdarúgás | Férfi                 |
| Ezüst | Olabisi Afolabi, Fatima Yusuf, Charity Opara, Falilat Ogunkoya | 1996. Atlanta        | Atlétika   | Női 4×400 m váltó     |
| Bronz | Mary Onyali | 1996. Atlanta        | Atlétika   | Női 200 m             |
| Bronz | Falilat Ogunkoya | 1996. Atlanta        | Atlétika   | Női 400 m             |
| Bronz | Duncan Dokiwari | 1996. Atlanta        | Ökölvívás  | Férfi szupernehézsúly |
| Ezüst | Glory Alozie | 2000. Sydney         | Atlétika   | Női 100 m gát         |
| Arany | Nduka Awazie, Fidelis Gadzama, Clement Chukwu, Jude Monye, Sunday Bada, Enefiok Udo-Obong | 2000. Sydney         | Atlétika   | Férfi 4×400 m váltó   |
| Ezüst | Ruth Ogbeifo | 2000. Sydney         | Súlyemelés | Női 75 kg             |
| Bronz | Olusoji Fasuba, Uchenna Emedolu, Aaron Egbele, Deji Aliu | 2004. Athén          | Atlétika   | Férfi 4×100 m váltó   |
| Bronz | James Godday, Musa Audu, Saul Weigopwa, Enefiok Udo-Obong | 2004. Athén          | Atlétika   | Férfi 4×400 m váltó   |
| Ezüst | Franca Idoko, Gloria Kemasuode, Halimat Ismaila, Oludamola Osayomi, Agnes Osazuwa | 2008. Peking         | Atlétika   | Női 4×100 váltó       |
| Ezüst | Nemzeti válogatott Olubayo Adefemi, Dele Adeleye, Oluwafemi Ajilore, Efe Ambrose, Victor Anichebe, Onyekachi Apam, Emmanuel Ekpo, Ikechukwu Ezenwa, Isaac Promise, Monday James, Sani Kaita, Chinedu Obasi, Victor Nsofor Obinna, Peter Odemwingie, Chibuzor Okonkwo, Solomon Okoronkwo, Oladapo Olufemi, Ambruse Vanzekin | 2008. Peking         | Labdarúgás | Férfi                 |
| Ezüst | Blessing Okagbare | 2008. Peking         | Atlétika   | Női távolugrás        |
| Bronz | Chika Chukwumerije | 2008. Peking         | Taekwondo  | Férfi +80 kg          |
| Bronz | Mariam Usman | 2008. Peking         | Súlyemelés | Női +75 kg            |
| Bronz | Nemzeti válogatott | 2016. Rio de Janeiró | Labdarúgás | Férfi                 |
| Ezüst | Blessing Oborududu | 2020. Tokió          | Birkózás   | Női szabadfogás 68 kg |
| Bronz | Ese Brume | 2020. Tokió          | Atlétika   | Női távolugrás        |

## Éremtáblázatok

### Érmek a nyári olimpiai játékokon
| Olimpia              | Arany          | Ezüst          | Bronz          | Összesen       |
| 1952, Helsinki       | 0              | 0              | 0              | 0              |
| 1956, Melbourne      | 0              | 0              | 0              | 0              |
| 1960, Róma           | 0              | 0              | 0              | 0              |
| 1964, Tokió          | 0              | 0              | 1              | 1              |
| 1968, Mexikóváros    | 0              | 0              | 0              | 0              |
| 1972, München        | 0              | 0              | 1              | 1              |
| 1976, Montréal       | nem vett részt | nem vett részt | nem vett részt | nem vett részt |
| 1980, Moszkva        | 0              | 0              | 0              | 0              |
| 1984, Los Angeles    | 0              | 1              | 1              | 2              |
| 1988, Szöul          | 0              | 0              | 0              | 0              |
| 1992, Barcelona      | 0              | 3              | 1              | 4              |
| 1996, Atlanta        | 2              | 1              | 3              | 6              |
| 2000, Sydney         | 1              | 2              | 0              | 3              |
| 2004, Athén          | 0              | 0              | 2              | 2              |
| 2008, Peking         | 0              | 3              | 2              | 5              |
| 2012, London         | 0              | 0              | 0              | 0              |
| 2016, Rio de Janeiro | 0              | 0              | 1              | 1              |
| 2020, Tokió          | 0              | 1              | 1              | 2              |
| 2024, Párizs         | 0              | 0              | 0              | 0              |
| Összesen             | 3              | 11             | 13             | 27             |

## Érmek sportáganként

### Érmek a nyári olimpiai játékokon sportáganként
| Nigéria érmei a nyári olimpiai játékokon sportáganként | Nigéria érmei a nyári olimpiai játékokon sportáganként | Nigéria érmei a nyári olimpiai játékokon sportáganként | Nigéria érmei a nyári olimpiai játékokon sportáganként | Az olimpiai zászlaja |

| Sportág    | Arany | Ezüst | Bronz | Összesen |
| ---------- | ----- | ----- | ----- | -------- |
| Atlétika   | 2     | 5     | 7     | 14       |
| Labdarúgás | 1     | 1     | 1     | 3        |
| Ökölvívás  | 0     | 3     | 3     | 6        |
| Súlyemelés | 0     | 1     | 1     | 2        |
| Birkózás   | 0     | 1     | 0     | 1        |
| Taekwondo  | 0     | 0     | 1     | 1        |
| Összesen   | 3     | 11    | 13    | 27       |